# Armed Forces
Albums de Elvis Costello
Live at the El Mocambo
(1978) Get Happy!!
(1980)
Armed Forces (1979) est le troisième album studio d'Elvis Costello, son second avec The Attractions, et le premier à officiellement créditer le groupe sur la couverture de l'album à sa sortie. L'album portait le titre Emotional Fascism pendant sa création. C'est le troisième album produit par Nick Lowe, et il a été enregistré à Eden Studios à Londres.
Les premiers pressages de l'album au Royaume-Uni et aux États-Unis incluaient un EP promotionnel intitulé Live at Hollywood High, enregistré le 4 juin 1978. Les pistes live, également produites par Nick Lowe, sont "Accidents Will Happen", "Alison" et "Watching the Detectives", et sont inclus dans la réédition Rykodisc et sur le disque bonus de la réédition Rhino, avec six chansons supplémentaires provenant du même concert. L'édition anglaise incluait également quatre cartes postales montrant des photos du groupe.
La couverture de l'édition anglaise montrait un troupeau d'éléphants en train de charger, tandis que la couverture américaine présentait un tableau peint, donnant l'impression que la peinture avait bavé.

## Réception
En 2000, Q magazine a placé l'album à la quarante-cinquième place de sa liste des 100 Meilleurs Albums Britanniques de tous les temps. En 2003, Rolling Stone l'a placé à la quatre-cent quatre-vingt-deuxième place de sa liste des 500 Meilleurs Albums de tous les temps.

## Liste des pistes

### Album d'origine
| No  | Titre                 | Auteur         | Durée |
| --- | --------------------- | -------------- | ----- |
| 1.  | Accidents Will Happen | Elvis Costello | 3:00  |
| 2.  | Senior Service        | Costello       | 2:17  |
| 3.  | Oliver's Army         | Costello       | 2:58  |
| 4.  | Big Boys              | Costello       | 2:54  |
| 5.  | Green Shirt           | Costello       | 2:42  |
| 6.  | Party Girl            | Costello       | 3:20  |
| 7.  | Goon Squad            | Costello       | 3:14  |
| 8.  | Busy Bodies           | Costello       | 3:33  |
| 9.  | Sunday's Best         | Costello       | 3:22  |
| 10. | Moods for Moderns     | Costello       | 2:48  |
| 11. | Chemistry Class       | Costello       | 2:55  |
| 12. | Two Little Hitlers    | Costello       | 3:18  |

- Sur le disque d'origine, les six premières chansons constituaient la face A, les six suivantes la face B. La version américaine de l'album remplaça "Sunday's Best" par "(What's So Funny 'Bout) Peace, Love, and Understanding?", écrite par Nick Lowe, et placée à la fin de la face B.

### Pistes supplémentaires (réédition Rykodisc de 1993)
| No  | Titre                                                   | Auteur                       | Durée |
| --- | ------------------------------------------------------- | ---------------------------- | ----- |
| 13. | (What's So Funny 'Bout) Peace, Love, and Understanding? | Nick Lowe                    | 3:31  |
| 14. | My Funny Valentine                                      | Richard Rodgers, Lorenz Hart | 1:28  |
| 15. | Tiny Steps                                              |                              | 2:42  |
| 16. | Clean Money                                             |                              | 1:57  |
| 17. | Talking in the Dark                                     |                              | 1:56  |
| 18. | Wednesday Week                                          |                              | 2:01  |
| 19. | Accidents Will Happen (Live at Hollywood High)          |                              | 3:18  |
| 20. | Alison (Live at Hollywood High)                         |                              | 3:08  |
| 21. | Watching the Detectives (Live at Hollywood High)        |                              | 5:51  |

- Cette réédition place "(What's So Funny 'Bout) Peace, Love, and Understanding?" à la suite de "Two Little Hitlers", séparés par un silence de quinze secondes. Toutes les pistes, y compris les pistes bonus sont sur un seul CD.

### Pistes supplémentaires (réédition Rhino Records de 2002)
| No  | Titre                                            | Auteur        | Durée |
| --- | ------------------------------------------------ | ------------- | ----- |
| 13. | Tiny Steps                                       |               | 2:42  |
| 14. | Busy Bodies (Alternate version)                  |               | 3:48  |
| 15. | Talking in the Dark                              |               | 1:56  |
| 16. | Big Boys (Alternate version)                     |               | 2:56  |
| 17. | Clean Money                                      |               | 1:57  |
| 18. | Wednesday Week                                   |               | 2:01  |
| 19. | My Funny Valentine                               | Rodgers; Hart | 1:33  |
| 20. | Accidents Will Happen (Live at Hollywood High)   |               | 3:18  |
| 21. | Mystery Dance (Live at Hollywood High)           |               | 2:01  |
| 22. | Goon Squad (Live at Hollywood High)              |               | 3:42  |
| 23. | Party Girl (Live at Hollywood High)              |               | 3:19  |
| 24. | Stranger in the House (Live at Hollywood High)   |               | 3:52  |
| 25. | Alison (Live at Hollywood High)                  |               | 3:08  |
| 26. | Lipstick Vogue (Live at Hollywood High)          |               | 4:26  |
| 27. | Watching the Detectives (Live at Hollywood High) |               | 5:51  |
| 28. | You Belong to Me (Live at Hollywood High)        |               | 2:39  |
| 29. | Chemistry Class (Live solo)                      |               | 2:34  |

- Cette réédition place l'album original et l'intégralité des pistes bonus sur deux disques séparés.

## Personnel
- Elvis Costello - Guitare; Chant
- Steve Nieve - Piano; Orgue électronique
- Bruce Thomas - Guitare basse
- Pete Thomas - Batterie